# Euherdmania digitata
Euherdmania digitata är en sjöpungsart som beskrevs av C.S. Millar 1963. Euherdmania digitata ingår i släktet Euherdmania och familjen Euherdmanniidae. Inga underarter finns listade i Catalogue of Life.